# Gata Kamsky
 Ez a cikk a sakkjátszmák algebrai lejegyzését alkalmazza.
Gata Kamsky (tatár nyelven: Ğataulla Kamski, eredeti neve: Ğataulla Röstäm ulı Sabirov) (Novokuznyeck, 1974. június 2. –) a Szovjetunióból származó amerikai sakkozó, nagymester, világbajnoki döntős (1996), háromszoros olimpiai bronzérmes, csapatvilágbajnok (1993), ötszörös amerikai bajnok, rapidsakk világbajnok (2010), világkupa győztes (2007), háromszoros BEK-győztes csapattag, a Szovjetunió kétszeres U20 junior sakkbajnoka (1987, 1988).
2016-ban beválasztották a US Chess Hall of Fame tagjai közé.

## Élete és sakkpályafutása

### Korai évei
A szibériai Novokuznyeckben tatár családban született. Néhány év múlva Leningrádba költöztek, és ott nőtt fel. A Kamsky nevet nagyapja, Gataullah „Kamsky” Sabirov  tiszteletére vette fel, aki a Tatár Nemzeti Színház alapítója volt Kazanyban. Kétéves korában már olvasott, négyévesen zongorázott. Hétévesen tanult meg sakkozni.

### Versenyek élén
13 évesen már a Szovjetunió ifjúsági bajnoka volt, miután 1987-ben megnyerte az U20 szovjet ifjúsági bajnokságot. győzelmét a következő évben megismételte.
1987-ben, 13 évesen az U16 ifjúsági sakkvilágbajnokságon Innsbruckban a 9–15. helyen végzett, Ugyanebben az évben Leningrád felnőtt bajnokságán az erős mezőnyben a holtversenyes 7. helyet szerzi meg, a Furman-emlékversenyen a 2–4. helyen végzett.

### Amerikai menedékjog
1989-ben apjával politikai menedékjogot kértek az Amerikai Egyesült Államokban. Megnyílik előtte az út, hogy komoly felnőtt nemzetközi versenyeken induljon. 1989-ben a Palma de Mallorca-i nagymesterversenyen 2–3., Bad Mergentheimben 3–4., a Val Thorens openen 2–6., és az akkor 2345-ös Élő pontszámmal rendelkező 15 éves Kamsky megnyeri a 2514 átlag-Élő-pontszámú New York-i versenyt.
Első igazán nagy sikerét 1990-ben Tilburgban éri el, ahol a nagyon erős nagymesterversenyen holtversenyben az első helyen végez Vaszil Ivancsukkal. Ekkor már 2650 Élő-ponttal rendelkezik, és 16 évesen már nemzetközi nagymester. A világranglistán a 8. helyre ugrik, és minden idők legfiatalabbjaként kerül a legjobb 10 közé.
1991-ben nyerte meg először az amerikai bajnokságot.
1992-ben – még mindig csak 17 évesen – Moszkvában az Aljechin-emlékversenyen Borisz Gelfand és Visuvanádan Ánand mögött a 3. helyen végzett. 1993-ban Dortmundban a 2. helyen végez Anatolij Karpov mögött, és holtversenyben Alekszej Sirovval az 1. helyet szerzi meg Buenos Airesben a Najdorf-emlékversenyen.

### Világbajnokjelölt
Először az 1990-es manilai zónaközi versenyen indulhatott el a világbajnoki címért folyó versenysorozatban. A svájci rendszerű versenyen a 64 résztvevő közül az 51. helyen végzett.
A következő világbajnoki ciklusban mindkét szervezet, a PCA és a FIDE versenysorozatán kiugró eredményeket ért el. Az 1995-ös klasszikus sakkvilágbajnokság keretében a Professzionális Sakkszövetség (PCA) kvalifikációs versenyéről (Groningen, 1993) a 3. helyen jutott tovább a legjobb nyolc közé a párosmérkőzéses szakaszba, és ott először az orosz Vlagyimir Kramnyik ellen győzött 4,5–1,5-re, az elődöntőben az angol Nigel Shortot verte 5,5–1,5-re, és csak a világbajnokjelöltek döntőjében kapott ki Visuvanádan Ánandtól 6,5–4,5-re.
Világbajnoki döntős
Az 1996-os FIDE-sakkvilágbajnokság versenysorozatában az 1993-ban Bielben rendezett zónaközi versenyen holtversenyben a 2. helyen végzett, amivel kvalifikálta magát a párosmérkőzéses szakaszba. A párosmérkőzések során először a holland Paul van der Sterren ellen győzött 4,5–2,5 arányban, majd a negyeddöntőben visszavágott Ánandnak a PCA világbajnokjelölti döntőben elszenvedett vereségért, rájátszás után 6–4-re legyőzve őt.  Az elődöntőben az orosz Valerij Szalov elleni fölényes 5,5–1,5 arányú győzelemmel jutott a világbajnoki döntőbe, ahol a regnáló FIDE-világbajnok Anatolij Karpov ellen 10,5–7,5 arányú vereséget szenvedett.
Ekkor úgy dönt, hogy átmenetileg visszavonul a versenysakkozástól, és tanulmányainak szenteli figyelmét. 1999-ben még eleget tett a meghívásnak, és elindult a FIDE egyenes kieséses (knock-out) világbajnokságán Las Vegasban, azonban az első fordulóban a versenysorozat végén világbajnoki címet szerző Alekszandr Halifmannal került szembe, akitől rájátszás után 2,5–1,5 arányú vereséget szenvedett.
1996–1999 között a Brooklyn College hallgatója volt, majd 2004-ben a Long Island-i Touro Law Center jogi diplomáját szerezte meg.

### Visszatérése 2004-ben
A sakkéletbe való visszatéréséről először a ChessBase című internetes folyóirat adott hírt 2004. március 22-én. Ekkor még a versenyzésbe való visszatéréséről nem esett szó, csak arról, hogy a FIDE-elnöki posztért kíván indulni. Nyolc év kihagyás utáni első versenye 2004. júniusban a New York Masters torna volt, amelyet figyelemre méltó 2784-es teljesítményértékkel nyert meg. A nemzetközi színtéren 2006-ban tette le ismét névjegyét, amikor 2006-ban az M-Tel Masters versenyén Szófiában Veszelin Topalov mögött a 2. helyen végez. Ebben az évben megnyeri a Philadelphiában rendezett World Open versenyt.

### Ismét a világ élvonalában
2007-ben ért el arra a szintre, amelyen időleges visszavonulása előtt állt, és ismét a legmagasabb szinten jegyzett játékosok között tartották számon. A 2005-ös sakkvilágkupán elért helyezése alapján jogot szerzett arra, hogy ismét részt vegyen a világbajnokjelöltek versenyén a 2007-es sakkvilágbajnokságon, amelyen az első körben 3,5–0,5 arányban nyert a francia Étienne Bacrot ellen, a második körben azonban vereséget szenvedett az izraeli színekben játszó Borisz Gelfandtól 3,5–1,5-re.
2007. december 16-án megnyerte a Sakk Világkupát, amelyen a döntőben Alekszej Sirov ellen 2,5–1,5-re győzött. Ezzel az eredményével jogosulttá vált arra, hogy a 2010-es sakkvilágbajnokság keretén belül megmérkőzzön a világranglista élén álló bolgár Veszelin Topalovval a regnáló világbajnok Visuvanádan Ánand kihívásának jogáért. A mérkőzésre 2009. februárban Szófiában került sor, és Topalov 4,5 – 2,5 arányban győzött.
2009-2010. fordulóján holtversenyben a magyar Almási Zoltánnal az első helyen végzett Reggio Emiliában, majd májusban megnyerte a Presidents Kupát Bakuban. 2010. augusztusban 11 játszmából szerzett 10 pontjával egyedüli első helyezettként nyerte a rapidsakk világbajnokságot. Augusztus végén a Baku Openen folytatta jó szereplését, amelyen a 158 fős erős mezőnyben egyedüli elsőséget szerzett.
2010. májusban, 19 évvel az 1991-es első győzelme után ismét megnyerte az Amerikai Egyesült Államok bajnokságát. 2011-ben, 2013-ban és 2014-ben ötödször is megnyerte az Amerikai Egyesült Államok bajnokságát, 2012-ben a 2. helyen végzett Nakamura Hikaru mögött.
Mint a 2010-es sakkvilágbajnokság világbajnokjelölti versenyének vesztese, közvetlenül vehetett részt a 2012-es sakkvilágbajnokság versenysorozatának világbajnokjelölti szakaszában. A 2011. májusban játszott negyeddöntőben visszavágott Veszelin Topalovnak az előző ciklusban elszenvedett vereségért, és 2,5–1,5-re legyőzte. Az elődöntőben azonban vereséget szenvedett Borisz Gelfandtól.
A 2011-es sakkvilágkupán a 4. fordulóig, a legjobb 16 közé jutott, miután az első fordulóban Di Berardino ellen 2,5–1,5-re, a 2. fordulóban Rusztam Kaszimdzsanov ellen 1,5–0,5-re, a 3. fordulóban Jan Nyepomnyascsij ellen 3–1-re nyert. A 4. fordulóban Peter Szvidlertől szenvedett 2–0 arányú vereséget.
A 2013-as sakkvilágkupán az 5. fordulóig, a legjobb 8 közé jutott. Az első fordulóban Lou Ji-ping ellen 3,5–2,5-re, a 2. körben Shimanov ellen 3–1-re, a 3. fordulóban Hammer ellen 1,5–0,5-re, a 4. fordulóban Sahrijar Mamedjarov ellen 1,5–0,5-re nyert, és csak a legjobb nyolc között esett ki a további versenyből, amikor Jevgenyij Tomasevszkijtől 1,5–0,5 arányban vereséget szenvedett.

## Eredményei csapatban

### Olimpiai szereplései
1992-ben szerepelt először az Amerikai Egyesült Államok válogatottjában a sakkolimpián, amikor a csapat a 4. helyet szerezte meg. Hosszas kihagyás után 2006 óta állandó tagja az amerikai csapatnak. 2006-ban és 2008-ban az 1. táblán játszva járult hozzá a csapat bronzérméhez, 2012-ben a 2. táblán egyéni eredménye alapján bronzérmet kapott.

### Csapatvilágbajnokságok
Háromszor szerepelt az amerikai válogatottban a csapatvilágbajnokságokon. 1993-ban az 1. táblán játszva juttatta aranyéremhez az Amerikai Egyesült Államok csapatát. 2011-ben az 1. táblán a mezőnyben a 3. legjobb eredményt érte el. 2013-ban a csapat a 4., Kamsky a 2. táblán a 6. legjobb eredményt érte el.

### Bajnokcsapatok Európa Kupája
2007-ben a CA Magic Mérida, 2008-ban az Ural Sverdlovsk region, 2012-ben a SOCAR Baku csapatával nyert aranyérmet a BEK-ben. 2012-ben egyéni teljesítménye is a legjobb volt a tábláján a mezőnyben. 2013-ban a SOCAR Baku csapatával bronzérmet szereztek.

### Orosz első liga
Az orosz első ligában 2008-ban az Ural Sverdlovsk region csapatával megnyerték a bajnokságot.

## Játékereje
1995. júliusban a negyedik legmagasabb Élő-pontszámú sakkozó volt a világranglistán, de miután 1997 és 2004 vége között jogi tanulmányai miatt nem játszott hivatalos partit, visszaesett. Eddigi legmagasabb pontértékét, a 2763-at azonban már visszatérése után, 2013. júliusban érte el. A 2015. októberi világranglistán az 59. helyezett, 2680-as Élő-pontszámmal. Rapidsakkban a pontszáma 2739, villámsakkban 2706. Ezzel a pontszámmal az Amerikai Egyesült Államok ranglistáján a negyedik.

## Emlékezetes játszmái
|    | |    |    |    |    |    |    |
|    | \| \| \| \| \| \| \| \| \| \| \| \| \| \| \| \| \| \| \| \| \| \| \| \| \| \| \| \| \| \| \| \| \| \| \| \| \| \| \| \| \| \| \| \| \| \| \| \| \| \| \| \| \| \| \| \| \| \| \| \| \| \| \| \| \| \| \| \| \| \| \| \| |    |    |    |    |    |    |
|    | |    |    |    |    |    |    |
| a8 | b8 | c8 | d8 | e8 | f8 | g8 | h8 |
| a7 | b7 | c7 | d7 | e7 | f7 | g7 | h7 |
| a6 | b6 | c6 | d6 | e6 | f6 | g6 | h6 |
| a5 | b5 | c5 | d5 | e5 | f5 | g5 | h5 |
| a4 | b4 | c4 | d4 | e4 | f4 | g4 | h4 |
| a3 | b3 | c3 | d3 | e3 | f3 | g3 | h3 |
| a2 | b2 | c2 | d2 | e2 | f2 | g2 | h2 |
| a1 | b1 | c1 | d1 | e1 | f1 | g1 | h1 |

| a8 | b8 | c8 | d8 | e8 | f8 | g8 | h8 |
| a7 | b7 | c7 | d7 | e7 | f7 | g7 | h7 |
| a6 | b6 | c6 | d6 | e6 | f6 | g6 | h6 |
| a5 | b5 | c5 | d5 | e5 | f5 | g5 | h5 |
| a4 | b4 | c4 | d4 | e4 | f4 | g4 | h4 |
| a3 | b3 | c3 | d3 | e3 | f3 | g3 | h3 |
| a2 | b2 | c2 | d2 | e2 | f2 | g2 | h2 |
| a1 | b1 | c1 | d1 | e1 | f1 | g1 | h1 |

Kamsky–Mamedjarov világkupa, 2013. Szicíliai védelem, Paulsen-változat (ECO B47)
1. e4 c5 2. Hf3 e6 3. d4 cxd4 4. Hxd4 Hc6 5. Hc3 Vc7 6. f4 d6 7. Fe3 Hf6 8. Vf3 a6 9. Fd3 Fe7 10. O-O O-O 11. Kh1 Fd7 12. Bae1 b5 13. a3 Bab8 14. Hxc6 Fxc6 15. Vh3 Bfd8 16. Fd2 d5 17. e5 He4 (diagram) 18. f5 Hxd2 19. fxe6 He4 20. exf7+ Kh8 21. Hxd5 Fxd5 22. Bxe4 g6 23. Bef4 Kg7 24. e6 Bf8 25. Ve3 Fc5 26. Ve1 Fd6 27. Bh4 Fe7 28. Ve3 h5 29. Vd4+ Kh6 30. Bxh5+ 1-0
Kamsky–Kramnyik VB negyeddöntő, 1994. Félszláv védelem, Botvinnik-rendszer (ECO D44)
1. d4 d5 2. c4 c6 3. Hc3 Hf6 4. Hf3 e6 5. Fg5 dxc4 6. e4 b5 7. e5 h6 8. Fh4 g5 9. Hxg5 hxg5 10. Fxg5 Hbd7 11. exf6 Fb7 12. g3 c5 13. d5 Vb6 14. Fg2 O-O-O 15. O-O b4 16. Ha4 Vb5 17. a3 He5 18. axb4 cxb4 19. Vd4 Hc6 20. dxc6 Bxd4 21. cxb7+ Kc7 22. Fe3 e5 23. Hc3 bxc3 24. bxc3 Fc5 25. cxd4 Fxd4 26. Bfb1 Vc5 27. Ba6 Bb8 28. Fc1 c3 29. Fa3 Vc4 30. Fd6+ Kd7 31. Fc6+ Ke6 32. Fb5 Fxf2+ 33. Kxf2 Vd4+ 34. Kf1 Ve4 35. Be1 Vh1+ 36. Kf2 Vxh2+ 37. Kf3 Bxb7 38. Fxe5+ Bb6 39. Fc4+ Kd7 40. Bxa7+ Kc8 41. Bc7+ 1-0
Kamsky–Lautier, Dortmund, 1993. Szicíliai védelem, Csehover-változat (ECO B47)
1. e4 c5 2. Hf3 d6 3. d4 cxd4 4. Vxd4 a6 5. Fg5 Hc6 6. Vd2 Hf6 7. Fd3 e6 8. c4 h6 9. Ff4 d5 10. exd5 exd5 11. O-O Fe7 12. Hc3 Fg4 13. cxd5 Fxf3 14. dxc6 Fxc6 15. Bad1 O-O 16. Fxh6 gxh6 17. Vxh6 Be8 18. Fc4 Fd7 19. Bd4 Ff8 20. Vg6+ Fg7 21. Vxf7+ Kh8 22. Bh4+ Hh7 23. Bxh7+ Kxh7 24. Vh5+ Fh6 25. Fd3+ Kg8 26. Vxh6 1-0

## Családja
Apja Rusztam Kamszkij, egykori testnevelő tanár. Felesége Alisa (eredetileg Ajgul) Kamszkaja, Kazanyból származik. Egy fiuk született 2004-ben, Adam.